# Zitat
Das Zitat (von lateinisch citatum „Angeführtes, Aufgerufenes“, zu lateinisch citare „in Bewegung setzen, vorladen“, vgl. „jemanden vor Gericht zitieren“) ist eine wörtlich oder inhaltlich übernommene Stelle aus einem Text oder ein Hinweis auf eine bestimmte Textstelle. Auch Inhalte aus anderen Medien können übernommen werden: Es gibt Bild-, Musik-, Film- und Architekturzitate. Richtiges Zitieren ist einer der Grundpfeiler wissenschaftlichen Arbeitens und dient der Nachvollziehbarkeit von Gedankengängen und der Kontrolle. In der Regel wird ein Zitat durch eine Quellenangabe oder einen Literaturnachweis belegt, indem sein Autor und die genaue Textstelle genannt werden. Ein solcher Verweis wird in der Bibliothekswissenschaft als Zitation bezeichnet. Zitationen können auch ohne dazugehöriges Zitat auftreten. Zitate, deren ursprünglicher Kontext verloren und nicht mehr rekonstruierbar ist, werden zu Fragmenten.
Bekannte wörtliche Zitate werden häufig als geflügeltes Wort verwendet. Beispielsweise sind viele Textstellen aus der Bibel (als Bibelzitat, zum Beispiel als Psalmzitat) so stark im allgemeinen Sprachgebrauch verankert, dass sie kaum mehr als Zitat empfunden werden. Auch beim politischen Meinungsstreit spricht man von Zitaten, wenn man sich auf Äußerungen anderer bezieht. Im Journalismus wird ein direkt verwendetes Zitat in wörtlicher Rede auch als Originalton (O-Ton) bezeichnet.

## Zitate und Urheberrecht
Die Verwendung von Zitaten ist durch das Urheberrecht geregelt und unter bestimmten Voraussetzungen gestattet, ohne dass eine Erlaubnis des Urhebers eingeholt oder diesem eine Vergütung gezahlt werden muss (§ 51 UrhG in Deutschland, siehe unten). Die allgemeine Begründung dafür ist, dass Zitate der kulturellen und wissenschaftlichen Weiterentwicklung einer Gesellschaft dienen (siehe auch Informationsfreiheit). Zitate stellen einen Unterfall der urheberrechtlichen Schranken dar.
Zitate sind mit Literaturangabe zu versehen (Gebot der Quellenangabe in § 63 deutsches UrhG im Sinne einer genauen Angabe der Fundstelle). Das Zitatrecht dürfen nur Werke beanspruchen, die selbst urheberrechtlichen Schutz genießen, also eine eigene „Schöpfungshöhe“ aufweisen. Demnach dürfen sich Zitatensammlungen, die ausschließlich Fremdleistungen wiedergeben, nicht auf das Zitatrecht berufen. Die (wirtschaftlichen) Interessen des Urhebers bzw. Rechteinhabers des zitierten Werkes dürfen durch ein Zitat nicht über Gebühr eingeschränkt werden.
Zitate unterliegen dem Änderungsverbot, doch sind Kürzungen zulässig, wenn sie den Sinn nicht entstellen.
Unterschieden werden:
- Großzitate – Zitate ganzer Werke
- Kleinzitate – auszugsweise Zitate, z. B. einzelne Sätze oder Gedankengänge
- Bildzitate, Musikzitate und Filmzitate
- Freies Zitieren – Ohne Einhaltung des genauen Wortlauts.

Großzitatesind nur in wissenschaftlichen Arbeiten zulässig. Voraussetzung für ein Großzitat ist die bereits erfolgte Veröffentlichung.
Kleinzitatedürfen weiterreichend verwendet werden. Der Zitierzweck muss erkennbar sein. Das Zitat muss also in irgendeiner Beziehung zu der eigenen Leistung stehen, beispielsweise als Erörterungsgrundlage. Der Umfang des Zitats muss dem Zweck angemessen sein.
Bildzitatesind rechtlich am schwierigsten zu handhaben. Bildzitate sind einerseits als Großzitate (im wissenschaftlichen Bereich) gerechtfertigt, andererseits aber nach herrschender Lehre auch als „Große Kleinzitate“ möglich.
Filmzitatewerden als Sonderform von Bildzitaten angesehen. Allerdings ist es beispielsweise in der Filmbranche nicht unüblich, Parodien auf ganze Filme zu produzieren, die als eigenständige Kunstwerke angesehen und akzeptiert werden, auch wenn das parodierte Original (bei dieser Kunstform notwendigerweise) eindeutig erkennbar ist.

### Deutschland
Nach deutschem Urheberrecht gilt für Zitate § 51 UrhG (Stand: 1. März 2018):

„Zulässig ist die Vervielfältigung, Verbreitung und öffentliche Wiedergabe eines veröffentlichten Werkes zum Zweck des Zitats, sofern die Nutzung in ihrem Umfang durch den besonderen Zweck gerechtfertigt ist. Zulässig ist dies insbesondere, wenn
1. einzelne Werke nach der Veröffentlichung in ein selbständiges wissenschaftliches Werk zur Erläuterung des Inhalts aufgenommen werden,
2. Stellen eines Werkes nach der Veröffentlichung in einem selbständigen Sprachwerk angeführt werden,
3. einzelne Stellen eines erschienenen Werkes der Musik in einem selbständigen Werk der Musik angeführt werden.

Von der Zitierbefugnis gemäß den Sätzen 1 und 2 umfasst ist die Nutzung einer Abbildung oder sonstigen Vervielfältigung des zitierten Werkes, auch wenn diese selbst durch ein Urheberrecht oder ein verwandtes Schutzrecht geschützt ist.“

Hieraus leitet sich das sogenannte „Zitatprivileg“ ab, das sich der grundgesetzlich garantierten Weltanschauungs-, Kunst-, Meinungs-, Informations-, Presse- und Wissenschaftsfreiheit bedient (Art. 4 und Art. 5 GG).

### Schweiz
Art. 25 Zitate des Urheberrechtsgesetzes (URG) lautet:

«¹ Veröffentlichte Werke dürfen zitiert werden, wenn das Zitat zur Erläuterung, als Hinweis oder zur Veranschaulichung dient und der Umfang des Zitats durch diesen Zweck gerechtfertigt ist.

² Das Zitat als solches und die Quelle müssen bezeichnet werden. Wird in der Quelle auf die Urheberschaft hingewiesen, so ist diese ebenfalls anzugeben.»

Wenn es der Zitatzweck rechtfertigt, darf ein Zitat auch ein ganzes Werk (z. B. ein Gedicht) umfassen. Dabei muss bei Sprachwerken ein inhaltlicher Bezug des zitierenden Textes auf das zitierte Werk bestehen.

«Dieser inhaltliche Bezug bestimmt auch über den zulässigen Umfang des Zitats. Soweit er fehlt, lässt sich die Übernahme des zitierten Werkes in den zitierenden Text nicht durch das Zitatrecht rechtfertigen. Zweck und Umfang des Zitats sind derart aufeinander bezogen, dass das Zitat im Vergleich zum zitierenden Text keine selbständige Bedeutung oder sogar die Hauptbedeutung beanspruchen darf ([…]).»

Von Bedeutung für die Auslegung dieser Vorschrift war ein Rechtsstreit zwischen dem Historiker Georg Kreis und der Zeitung Schweizerzeit. Die Schweizerzeit druckte am 26. Juli 2002 einen zuvor im Tages-Anzeiger erschienenen Beitrag des Zürcher Politikers Christoph Mörgeli und die einige Tage nach dem Beitrag von Mörgeli gleichfalls im Tages-Anzeiger veröffentlichte Entgegnung von Kreis zusammen mit einem «abschließenden Kommentar» des Publizisten Eduard Stäuble ab. Für den Abdruck des Artikels von Georg Kreis hatte dieser keine Erlaubnis erteilt. Das Obergericht des Kantons Zürich wies die Klage von Kreis am 9. September 2004 mit der Begründung ab, die Wiedergabe seines Artikels sei durch das Zitatrecht gemäß Art. 25 URG gerechtfertigt. Das Bundesgericht hingegen hieß mit Beschluss vom 22. Juni 2005 die Berufung von Georg Kreis gut und stellte fest, dass seine Urheberrechte mit der Publikation in der Schweizerzeit verletzt wurden. Neben einem Kasten der Redaktion rechtfertige auch der Text von Stäuble, in dem Bezug auf den Artikel von Kreis genommen wird, kein Zitat des vollständigen Artikels.

«Im Unterschied zum Text der Redaktion im ‹Kasten› findet im Text von Eduard Stäuble zwar eine inhaltliche Auseinandersetzung mit dem Inhalt des Artikels des Klägers statt. Die Bezugnahme beschränkt sich aber auf einzelne Teile des Artikels.»

Das Bundesgericht hielt außerdem fest, «dass auch unter dem Aspekt der Meinungs- und Medienfreiheit keine Notwendigkeit bestand, den Artikel des Klägers wörtlich und in vollem Umfang abzudrucken.» Es lehnte die Auffassung des Zürcher Obergerichts ab, welches eine Berechtigung zum vollständigen Abdruck aus der Medienfreiheit und der Meinungs- und Informationsfreiheit im Sinne der Art. 16 und Art. 17 der Bundesverfassung ableitete:

«Schliesslich ist die Auffassung des Obergerichts auch grundsätzlich abzulehnen, denn damit wird im Ergebnis eine Einschränkung der urheberrechtlichen Nutzungsbefugnisse vorgenommen, wie sie im URG nicht vorgesehen ist. Sie würde bedeuten, dass die am öffentlichen politischen Meinungskampf Beteiligten die Nutzung ihrer in diesem Rahmen verwendeten, urheberrechtlich geschützten Sprachwerke durch Dritte ohne weiteres dulden müssten. Eine solche Regelung, wie sie im deutschen und österreichischen Urheberrecht unter einschränkenden Voraussetzungen in Form einer gesetzlichen Lizenz vorgesehen ist, fehlt im schweizerischen Recht und kann nicht einfach durch ein Gericht unter Berufung auf die verfassungsmässigen Grundrechte der Meinungs- und Medienfreiheit eingeführt werden ([…]).»

### Österreich
§ 42f UrhG regelt das Zitatrecht. Bildzitate werden vom Wortlaut nicht erfasst, wurden aber von der Rechtsprechung als zulässig angesehen.

„(1) Ein veröffentlichtes Werk darf zum Zweck des Zitats vervielfältigt, verbreitet, durch Rundfunk gesendet, der Öffentlichkeit zur Verfügung gestellt und zu öffentlichen Vorträgen, Aufführungen und Vorführungen benutzt werden, sofern die Nutzung in ihrem Umfang durch den besonderen Zweck gerechtfertigt ist. Zulässig ist dies insbesondere, wenn
1. einzelne Werke nach ihrem Erscheinen in ein die Hauptsache bildendes wissenschaftliches Werk aufgenommen werden; ein Werk der in § 2 Z 3 bezeichneten Art oder ein Werk der bildenden Künste darf nur zur Erläuterung des Inhaltes aufgenommen werden;
2. veröffentlichte Werke der bildenden Künste bei einem die Hauptsache bildenden wissenschaftlichen oder belehrenden Vortrag bloß zur Erläuterung des Inhaltes öffentlich vorgeführt und die dazu notwendigen Vervielfältigungsstücke hergestellt werden;
3. einzelne Stellen eines veröffentlichten Sprachwerkes in einem selbstständigen neuen Werk angeführt werden;
4. einzelne Stellen eines veröffentlichten Werkes der Tonkunst in einer literarischen Arbeit angeführt werden;
5. einzelne Stellen eines erschienenen Werkes in einem selbstständigen neuen Werk angeführt werden.“

### Liechtenstein
Die Rezeptionsvorlage für das liechtensteinische Urheberrechtsgesetz bildete das schweizerische Urheberrechtsgesetz.
Art. 27 Zitate des liechtensteinischen Urheberrechtsgesetzes lautet:

«1) Veröffentlichte Werke dürfen zitiert werden, wenn das Zitat zur Erläuterung, als Hinweis oder zur Veranschaulichung dient und der Umfang des Zitats durch diesen Zweck gerechtfertigt ist.

2) Das Zitat als solches und die Quelle müssen bezeichnet werden. Wird in der Quelle auf die Urheberschaft hingewiesen, so ist diese ebenfalls anzugeben.»

Zu dieser Bestimmung liegt noch keine bedeutende Rechtsprechung durch liechtensteinische Gerichte vor.

## Falsche Zitate
In der öffentlichen Auseinandersetzung werden oft Äußerungen von Politikern oder anderen Persönlichkeiten des öffentlichen Lebens angeführt, um sie zurückzuweisen oder die eigene Auffassung zu untermauern. Gegen wahre Zitate kann sich ihr Urheber nicht wehren. Niemand braucht es sich aber gefallen zu lassen, dass ihm falsche Zitate untergeschoben werden oder dass Zitate etwa durch Auslassungen verfälscht werden. Solche Manipulationen verstoßen gegen das Persönlichkeitsrecht. Wie das Landgericht Berlin in einer juristischen Auseinandersetzung zwischen dem Bundesumweltminister Jürgen Trittin und der Bild-Zeitung unterstrich, sind an die Wiedergabe wörtlicher Zitate strenge Anforderungen zu stellen.

## Wissenschaft

### Bedeutung, Regeln und Praktiken in der Forschung
Zitate haben in der Wissenschaft ihre größte Bedeutung. Wissenschaftler sind stets darauf angewiesen, Arbeiten anderer Personen zu verwenden, damit etwa unnötige Wiederholungen eines Experiments verhindert werden und damit man den Ursprung und die Entwicklung von Argumentationen nachvollziehen kann.
Wissenschaftler arbeiten sozusagen auf den Schultern eines Riesen (d. h. auf der Erfahrung ihrer vielen Vorgänger): Zum Beispiel wird im einleitenden Text einer Dissertation mit Zitaten belegt, welche Aspekte des Themas schon bekannt sind und welche Wissenslücken noch bestehen. Das Gleiche gilt auch für Artikel in wissenschaftlichen Fachartikeln und anderen wissenschaftlichen Texten. Häufig gibt es einen Abschnitt oder Kapitel, der Forschungsstand heißt.
In der Wissenschaft wird davon ausgegangen, dass ein Forscher die Literatur zu seinem Thema kennt und sich mit den bisherigen Erkenntnissen auseinandergesetzt hat (Autopsieprinzip). Wenn man etwas von einem anderen Autor übernimmt, muss man die Quelle und gegebenenfalls die Art der Übernahme deutlich machen, sonst setzt man sich dem Vorwurf des Plagiats aus (siehe auch Betrug und Fälschung in der Wissenschaft). Das Zitieren und die Quellenangabe haben folgenden Sinn:
- Wissenschaftliche Arbeit ist Arbeit in einer wissenschaftlichen Gemeinschaft; es soll bereits getätigte Arbeit nicht unnötigerweise wiederholt werden.
- Wissenschaftliche Arbeit muss nachprüfbar sein, daher muss genau angegeben werden, worauf man sich beruft.
- Wissenschaftliche Arbeit muss anerkannt werden. Die Übernahme von Erkenntnissen ohne Erwähnung des benutzten Autors ist geistiger Diebstahl; sie ist unmoralisch und kann soziale und rechtliche Folgen haben.

Den richtigen Umgang mit Zitaten lernt man im Studium. Diesen zu beherrschen ist besonders wichtig für Hausarbeiten und Abschlussarbeiten wie die Bachelorarbeit oder die Masterarbeit. Um diese Techniken zu erlernen, bieten Universitäten häufig Tutorien oder Kurse an.

### Gesetzeszitate
Gesetzeszitate dienen in der Rechtswissenschaft und der Rechtsprechung als Rechtsquelle zur Klärung einer bestimmten Rechtsfrage oder als Hinweis auf eine vorhandene Rechtsvorschrift. Das ist einer der Gründe für vorhandene Rechtsnormen, nämlich im Alltag zitiert zu werden. Auch in der Rechtswissenschaft, Rechtsprechung und juristischen Fachliteratur sind Aussagen zu begründen. Dies erfolgt durch Argumente mit Nachweisen, wobei die Gesetzeszitate zu den Standardargumenten gehören. Dabei werden Rechtsnormen regelmäßig nicht ausgeschrieben, sondern unter Angabe der Einteilungseinheit (Artikel [Art.] oder Paragraph [§]) und gegebenenfalls weiterer Untergliederung (Absatz, Halbsatz, Nummer usw.) und Gesetzesangabe zitiert. So ist nach § 433 Abs. 1 BGB beim Kaufvertrag der Verkäufer einer Sache verpflichtet, dem Käufer die Sache zu übergeben und das Eigentum an der Sache zu verschaffen. Der Käufer wiederum ist gemäß § 433 Abs. 2 BGB verpflichtet, dem Verkäufer den vereinbarten Kaufpreis zu zahlen und die gekaufte Sache abzunehmen.

## Wissenschaftliche Zitierrichtlinien
In der theoretischen wissenschaftlichen Arbeit werden Thesen auf Basis vorhandener Literatur entwickelt oder überprüft. Dabei soll durch das Zitat die Referenz auf die zugrundeliegende Literatur dargestellt werden.
Bei kurzen Zitaten (ein Wort, ein Satzteil) ist darauf zu achten, dass die zitierte Textstelle in sich sinnvoll ist oder durch den Satzzusammenhang entsprechend ergänzt wird.
Generell muss geprüft werden, ob ein Werk überhaupt zitierfähig ist.
Regelwerke, die angeben, wie man mit Quellen in Texten umgeht und die entsprechenden Belege für diese Quellen anführt (Zitationsmanuale), können nach wissenschaftlicher Disziplin und Sprache der Veröffentlichung variieren. Im Fach Psychologie stellt beispielsweise das Publication Manual of the American Psychological Association (APA)  Richtlinien zur Gestaltung englischsprachiger Texte zur Verfügung, für die Erstellung deutscher Texte gelten die Richtlinien der Deutschen Gesellschaft für Psychologie (DGPs). Für medizinische Texte gibt es Regularien der American Medical Association (AMA). Vor allem im englischen Sprachraum wird auch The Chicago Manual of Style (CMOS) verwendet, das vor über 100 Jahren entwickelt wurde. International verbreitet ist die Harvard-Methode, die jedoch ebenfalls nach örtlichen Konventionen unterschiedlich umgesetzt wird.
Innerhalb eines Textes ist eine einheitliche Zitierweise durchzuhalten.

### Wörtliches oder direktes Zitat
Ein wörtliches oder direktes Zitat muss formal und inhaltlich völlig mit dem Original, auch Hervorhebungen (Unterstreichungen, gesperrt Gedrucktes etc.) und eigenwillige Zeichensetzung, übereinstimmen. Es wird durch Anführungszeichen gekennzeichnet, ein Zitat innerhalb eines wörtlichen Zitats wird durch halbe Anführungszeichen (‚Text‘) markiert.
Wörtliche Zitate sollten eingesetzt werden, wenn nicht nur der Inhalt der Aussage, sondern auch deren Formulierung von Bedeutung ist. Ist das nicht der Fall, ist eine sinngemäße Wiedergabe in Form eines indirekten Zitats vorzuziehen.
Eigene Hervorhebungen oder eingeschobene Erläuterungen – in eckigen Klammern – müssen durch einen Hinweis (wie Hervorhebung des Verfassers oder Erläuterung der Redaktion) herausgestellt werden. Beispiel: „Es darf nicht die Impression [gemeint ist wohl: der Eindruck, A.K.] entstehen, die Additiones [Hinzufügungen, A.K.] stünden so bereits in der Vorlage“ (Hervorhebung A.K.), wobei A.K. für die Initialen des Autors steht. Auch grammatikalische (etwa im Kasus) oder typografische (etwa Wechsel zwischen Groß- und Kleinschreibung) Änderungen werden durch eckige Klammern markiert.
Fehler oder Falschschreibungen im Original sollten durch ein sic gekennzeichnet werden, um einerseits das Original nicht zu verändern, andererseits aber auch den Zitierenden nicht in Verdacht zu bringen, selbst den Fehler eingebaut zu haben.
Auslassungen (Ellipsen) einzelner oder mehrerer Wörter sind durch Auslassungspunkte und runde oder eckige Klammern (z. B. (…) oder […]) kenntlich zu machen. Dabei ist darauf zu achten, dass die Auslassungen den Sinn nicht entstellen. Auslassungen von nur einem Wort werden mit zwei Punkten (..) gekennzeichnet.
Wird ein längeres wörtliches Zitat in eine eigene Arbeit eingebaut, so erfolgt die Kennzeichnung zusätzlich durch Einrücken (Blockzitat).

### Sinngemäßes oder indirektes Zitat
Ein indirektes oder sinngemäßes Zitat gibt Gedankengänge, Ideen oder Ausführungen anderer Autoren paraphrasiert wieder, also nicht im Wortlaut. Werden die Überlegungen Dritter für die eigene Argumentation übernommen, kann die Paraphrasierung im Indikativ erfolgen. Möchte man sich von der zitierten Aussage distanzieren, wird der Konjunktiv verwendet. Eine sinngemäße Wiedergabe ist wie ein wörtliches Zitat durch genaue Quellenangabe kenntlich zu machen. Diese Literaturangabe wird manchmal eingeleitet mit vgl.; vgl. hierzu: … oder sinngemäß nach …. Die sinngemäße Wiedergabe fremder Äußerungen wird auch als Entlehnung bezeichnet.

### Sekundärzitat und Blindzitat
Sekundärzitate sind unter eng umrissenen Umständen zulässig, Blindzitate jedoch nie.